# Персенківка
Персенкі́вка — місцевість Сихівського району Львова навколо залізничної станції «Персенківка» між вулицями Панаса Мирного, Буйка, Козельницькою та автобусним заводом.

## Походження назви
Ця назва виникла в XVII столітті, до цього місцина мала назву «Коснерівка» за іменем львівського міщанина Коснера, який володів тутешніми ланами. Назва «Персенківка» походить від прізвища львівського купця Якова Персінґа, який у 1687 році придбав цю ділянку.

## Історія

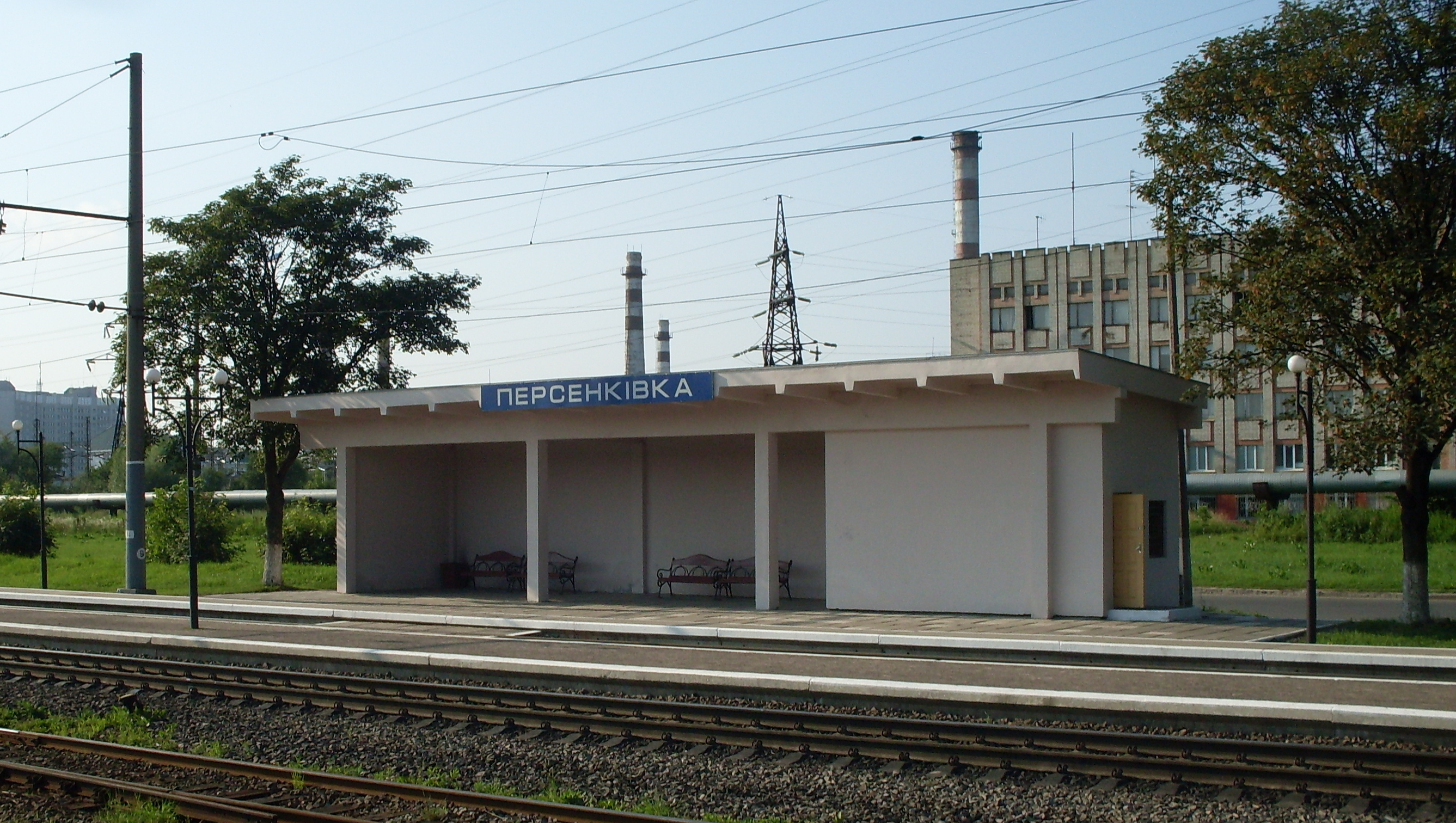
Станція «Персенківка».

Колись — приміське поселення, від якого сьогодні залишилося близько 15 житлових малоповерхових споруд. Це сталося внаслідок прокладання Персенківкою залізниці і подальшого утворення промислової зони.
Найважливішим підприємством Персенківки була друга і головна львівська міська електростанція, збудована Альфредом та Казимиром Каменобродськими у 1908 році за проектом архітектора Адольфа Піллера. Електростанція діє і донині. Її особливістю було сецесійне декорування фасадів та інтер'єрів, а також водогінна вежа, стилізована під середньовічну архітектуру. Між електростанцією і вул. Панаса Мирного раніше був парк площею близько 8 га зараз його частина забудована гаражами. Відомо також про іподром, територія котрого нині зайнята Львівським автобусним заводом.
Тут відбувалися запеклі бої під час польсько-української війни (1918—1919) років. Біля залізничної станції «Персенківка» до 1940 р. був пам'ятник полякам, які загинули в цій війні. 1930 року разом із Кульпарковом включена до складу Львова.
Персенківка належала до парафії при львівському костелі св. Миколая. Від 1933 року — до парафії Вінсента де Поля, котра тимчасово була розміщена у церкві св. Софії. У 1938 році тут були збудовані костел та монастир кармелітів босих, що нині розташований на території Львівського автобусного заводу (ЛАЗ).